# Michael Marshall Smith
Michael Marshall Smith (Knutsford, Cheshire, 3 mei 1965) is een Engelse schrijver, die ook onder de namen Michael Marshall, M. M. Smith en Michael Rutger publiceert.

## Biografie
Hij werd geboren in Knutsford, Cheshire maar verhuisde met zijn familie op zeer jonge leeftijd naar de Verenigde Staten, eerst naar Illinois en later naar Florida. Op zijn zevende verhuisde hij opnieuw, ditmaal naar Zuid-Afrika en vervolgens naar Australië, voordat hij terugkeerde naar Engeland in 1973.
In 2012 lanceerde hij Ememess Press, een virtuele kleine uitgever die gespecialiseerd is in het produceren van elektronische versies van de korte fictie geschreven onder de naam Michael Marshall Smith.

### Boeken
Als Michael Marshall Smith (horror/science fiction)
- Enkele reis (Only forward), Luitingh-Sijthoff, 1994
- Vervangers (Spares), Luitingh-Sijthoff, 1996
- Onder ons (One of us), Luitingh-Sijthoff, 1998
- Hannah Green and her Unfeasibly Mundane Existence, 2017

Als Michael Marshall ('hedendaagse' romans)
- De stromannen (The straw men), Luitingh-Sijthoff, 2002
- Het oudste offer (The lonely dead), Luitingh-Sijthoff, 2004
- Engelenbloed (Blood of angels), Luitingh-Sijthoff, 2005
- De indringers (The intruders), Luitingh-Sijthoff, 2007
- Verdwenen (Bad things), Luitingh, 2010
- Killer move, 2011
- We are here, 2013

Als M.M. Smith
- The servants, 2007

Als Michael Rutger

### The Anomaly series
- The Anomaly, 2018
- The Possession, 2019

### Verhalenbundels
- What You Make It, 1999
- Cat Stories, 2001
- More Tomorrow & Other Stories, 2003
- This is Now, 2007
- Everything You Need, 2013
- The Best of Michael Marshall Smith, 2020

## Prijzen
- 1995 - British Fantasy Award voor Only Forward
- 2000 - Philip K. Dick Award voor Only Forward